# Callitriche stagnalis
Espèce
Classification APG III (2009)
Statut de conservation UICN

 LC  : Préoccupation mineure
Callitriche stagnalis, le Callitriche des étangs, Callitriche des marais ou Callitriche des eaux stagnantes, est une espèce du genre Callitriche de la famille des Callitrichaceae selon la classification classique ou de la famille des Plantaginaceae selon la classification APG II (2003).

## Espèce dépolluante
Cette espèce a fait l'objet de tests scientifiques ayant mis en lumière sa capacité à réduire la teneur en uranium d'un cours d'eau.[réf. nécessaire]